# Ostružná
Ostružná (Duits: Spornhau) is een Tsjechische gemeente in de regio Olomouc, en maakt deel uit van het district Jeseník. Ostružná telt 168 inwoners (2023). De gemeente ligt voor het grootste deel in Moravië, maar voor een klein deel ook in Tsjechisch Silezië.
Ostružná was tot 1945 een plaats met een overwegend Duitstalige bevolking. Na de Tweede Wereldoorlog werd de Duitstalige bevolking verdreven.

## Geschiedenis
- 1561 – Ostružná wordt gesticht door Wenzel van Zwole.
- 1996 – De gemeente Ostružná wordt administratief overgeheveld van het district Šumperk naar het nieuw gevormde district Jeseník.[1]